# Adam Stebelski
Adam Stebelski (ur. 10 lipca 1894 w Kutnie, zm. 6 lipca 1969 w Łodzi) – polski archiwista, historyk, wydawca źródeł.

## Życiorys
Urodził się jako syn Kazimierza i Marii Julii ze Skowrońskich. W 1914 zdał maturę w Sierpuchowie k. Moskwy. W 1922 ukończył studia na Wydziale Prawa i Nauk Politycznych Uniwersytetu Warszawskiego. Maszynopis pracy doktorskiej O władzy wielkoksiążęcej na Litwie do Unii Lubelskiej, przygotowanej pod kierunkiem Józefa Siemieńskiego spłonął w powstaniu warszawskim, tytuł doktora uzyskał w 1949 na podstawie rozprawy pt. Przeszłość administracyjna ziem woj. łódzkiego, w 1954 został profesorem nadzwyczajnym.
Był m.in. działaczem Związku Młodzieży Polskiej „Zet” 1911–1920, nauczycielem w szkołach powszechnych 1917 –1918 czy uczestnik obrony Lwowa 1918. W 1923 rozpoczął pracę w Archiwum Głównym Akt Dawnych w Warszawie. Na początku jako asystent, później archiwista (1928) oraz kustosz (1938).
Opracowywał wtedy liczne pomoce archiwalne do zespołów m.in. akt pruskich, wojskowych i nuncjatury. 20 stycznia 1938 został wybrany członkiem rady głównej Towarzystwa Pracy Społeczno-Gospodarczej.
W czasie II wojny światowej pracował nadal w AGAD, zabezpieczając zasób archiwalny, ewidencjując akta wywożone przez okupanta oraz opracowując na użytek cywilnych władz podziemnych przyszłych żądań rewindykacyjnych i odszkodowawczych. W 1943 r. został aresztowany i przez 5 tygodni był przetrzymywany na Pawiaku. W trakcie powstania warszawskiego organizował ochronę gmachów i zasobów archiwalnych przed pożarami i dewastacją.
Ponownie objął funkcję w styczniu 1945. W 1947 oraz 1949 brał udział w misjach rewindykacyjnych polskich archiwaliów w Niemczech. Prowadził działalność dydaktyczną: wykładał archiwoznawstwo i historię ustroju na Uniwersytecie Łódzkm oraz UW. Był autorem licznych artykułów nt. teorii i metodyki archiwalnej w Archeionie oraz opracowań dotyczących strat archiwów polskich w czasie wojny.
W 1946 r. wszedł w skład Zarządu Towarzystwa Bibliotekarzy i Archiwistów, a 1947 – Zarządu Towarzystwa Miłośników Historii. 29 maja 1952 r. został wybrany prezesem Towarzystwa Miłośników Historii i sprawował tę funkcję do 30 października 1956 r. Od 1951 r. pracował na UW. Uzyskał tam stopień doktora w 1949 r. na podstawie rozprawy, pt. Przeszłość administracyjna ziem województwa łódzkiego. W 1954 r. otrzymał tytuł profesora nadzwyczajnego.
W 1953 odszedł z AGAD i został kierownikiem Zakładu Archiwoznawstwa w Instytucie Historii Polskiej Akademii Nauk, gdzie zainicjował szerokie badania nad kancelariami funkcjonującymi w XIX w. na ziemiach polskich. Po likwidacji Zakładu Archiwoznawstwa w 1959 Stebelski został kierownikiem Pracowni Edytorskiej Źródeł Nowożytnych PAN. W 1964 przeszedł na emeryturę.
W Instytucie Historii PAN pracę rozpoczął w 1953 r., gdzie objął funkcję kierownika Działu Archiwoznawstwa, a następnie Pracowni Edytorskiej Źródeł Nowożytnych, inicjując badania nad kancelariami funkcjonującymi w XIX w. na ziemiach polskich. Wszedł do Rady Naukowej IH PAN. Współpracował z komisją wydawnictw źródłowych; położył duże zasługi w opracowaniu programu i metod edytorskich publikowania źródeł nowożytnych. Pod jego redakcją ukazało się sześć tomów lustracji (w latach 1961–1968). Był również redaktorem ukazujących się od 1953 r. i zawierających teksty źródłowe do dziejów nowożytnych „Tek Archiwalnych” (tomy: 1, 2, 3, 5, 7, 8).
Od r. 1953 był członkiem i sekretarzem Prezydium Rady Archiwalnej, a od 1958 r. przewodniczącym Centralnej Komisji Metodycznej przy Naczelnej Dyrekcji Archiwów Państwowych. Współpracował z „Przeglądem Historycznym”, „Kwartalnikiem Historycznym”, „Studiami Źródłoznawczymi”, „Archeionem”, „Nauką Polską” oraz Polskim Słownikiem Biograficznym. Do Jego największych osiągnięć publikacyjnych należy książka wydana po polsku i angielsku, pt. Losy archiwów polskich w latach drugiej wojny światowej.
Działał w towarzystwach naukowych, odznaczony został m.in. Złotym Krzyżem Zasługi, Krzyżem Walecznych (1921), Krzyżem Niepodległości (1933) Krzyżem Oficerskim (1958) i Krzyżem Kawalerskim (1946) Orderu Odrodzenia Polski.
Był żonaty najpierw z Hanną Paprocką (od 1925), miał z nią syna Kazimierza, który zginął w czasie powstania warszawskiego. W 1953 ożenił się z Haliną Laskowską.
Zmarł 6 lipca 1969 w Warszawie, został pochowany w części rzymskokatolickiej Starego Cmentarza w Łodzi.